# Море Гумбольдта
Мо́ре Гу́мбольдта (лат. Mare Humboldtianum) — лунное море, расположенное в одноимённом бассейне, к востоку от Моря Холода. При наблюдении с Земли, оно расположено вблизи северо-восточного края лунного диска, и продолжается на её обратной стороне. Из-за своего расположения, условия видимости моря зависят от либраций Луны, и оно может быть не видно с Земли.

## Происхождение
Бассейн моря образовался в Нектарский период, и был затоплен лавой в Позднеимбрийский период. К юго-востоку от моря находятся холмы, расположенные в его бассейне. В северной части моря расположен крупный кратер Белькович.

## Описание
Диаметр моря составляет 273 километра, диаметр его бассейна — около 600 километров.
Море Гумбольдта было названо в честь Александра фон Гумбольдта Иоганном фон Медлером.